# Rományi Nóra
Rományi Nóra (Dombóvár, 1975. július 23. –) magyar jelmeztervező.

## Életpályája
1975-ben született Dombóváron. Születése óta Budaörsön él. 1993-ban érettségizett a Képző- és Iparművészeti Szakközépiskolában, majd egy évet dolgozott a Magyar Televízióban, mint jelmeztervező asszisztens. 1999-ben a Magyar Iparművészeti Egyetemen, öltözéktervező szakon szerezte diplomáját. Több színházban és televíziós produkcióban is dolgozik jelmeztervezőként.

## Fontosabb színházi munkái

### Madách Színház
- József és a színes szélesvásznú álomkabát (2008)
- Spamalot avagy a gyalog galopp (2009)
- Sors bolondjai (2010)
- Jézus Krisztus Szupersztár (2010)
- Én, József Attila (2012)
- Mary Poppins (2012)
- A Napsugár fiúk (2012)
- A nyomorultak (2015, 2024)
- Szerelmes Shakespeare (2017)
- Rocksuli (2018)
- Once / Egyszer... (2019)
- A két egyetlen (film-szín-játék) (2021)
- A tizenötödik (2022)
- Aranyoskám / Tootsie (2022)
- Pretty Woman / Micsoda nő! (2023)
- SIX (2023)
- Jégvarázs / Frozen (2025)

### Magyar Állami Operaház/ Magyar  Nemzeti Balett
- A diótörő (2015)
- Don Quijote (2016)
- A kalóz         (2017)
- Téma és variációk (2017)
- A bahcsiszeráji szökőkút (2018)
- A teremtés - részlet (filmetüd) (2019)
- Laurencia (2020)
- KisHattyúk tava (2020)
- Párizs lángjai (2021)
- Paquita-szvit (2022)
- A fából faragott királyfi (2023)
- KisCsipke (2023)
- KisKalóz (2024)
- A bajadér (2025)
- KisCoppélia (2026)

### Játékszín
- A Napsugár fiúk (2015)
- Dog Story (2018)

### Thália Színház
- Gyilkosság az Orient expresszen (2020)

## Díjai
- Vágó Nelly-emlékérem (2016)
- Márk Tivadar-emlékplakett (2025)